# Bomy
Bomy és un municipi francès situat al departament del Pas de Calais i a la regió dels Alts de França. L'any 2007 tenia 603 habitants.

## Demografia

### Població
El 2007 la població de fet de Bomy era de 603 persones. Hi havia 244 famílies de les quals 72 eren unipersonals (24 homes vivint sols i 48 dones vivint soles), 76 parelles sense fills, 92 parelles amb fills i 4 famílies monoparentals amb fills.
La població ha evolucionat segons el següent gràfic:
Habitants censats

### Habitatges
El 2007 hi havia 281 habitatges, 248 eren l'habitatge principal de la família, 12 eren segones residències i 21 estaven desocupats. 280 eren cases i 1 era un apartament. Dels 248 habitatges principals, 186 estaven ocupats pels seus propietaris, 52 estaven llogats i ocupats pels llogaters i 10 estaven cedits a títol gratuït; 1 tenia una cambra, 7 en tenien dues, 34 en tenien tres, 72 en tenien quatre i 134 en tenien cinc o més. 218 habitatges disposaven pel capbaix d'una plaça de pàrquing. A 128 habitatges hi havia un automòbil i a 83 n'hi havia dos o més.

### Piràmide de població
La piràmide de població per edats i sexe el 2009 era:
| Homes | Edats   | Dones |
| ----- | ------- | ----- |
| 4     | 95 o +  | 0     |
| 4     | 90 a 94 | 4     |
| 0     | 85 a 89 | 8     |
| 0     | 80 a 84 | 4     |
| 16    | 75 a 79 | 24    |
| 12    | 70 a 74 | 24    |
| 24    | 65 a 69 | 16    |
| 24    | 60 a 64 | 16    |
| 4     | 55 a 59 | 4     |
| 20    | 50 a 54 | 16    |
| 16    | 45 a 49 | 12    |
| 20    | 40 a 44 | 4     |
| 16    | 35 a 39 | 16    |
| 40    | 30 a 34 | 32    |
| 24    | 25 a 29 | 36    |
| 12    | 20 a 24 | 4     |
| 4     | 15 a 19 | 4     |
| 12    | 10 a 14 | 16    |
| 24    | 5 a 9   | 8     |
| 16    | 0 a 4   | 4     |

## Economia
El 2007 la població en edat de treballar era de 361 persones, 250 eren actives i 111 eren inactives. De les 250 persones actives 233 estaven ocupades (143 homes i 90 dones) i 17 estaven aturades (4 homes i 13 dones). De les 111 persones inactives 34 estaven jubilades, 21 estaven estudiant i 56 estaven classificades com a «altres inactius».

### Ingressos
El 2009 a Bomy hi havia 247 unitats fiscals que integraven 607 persones, la mediana anual d'ingressos fiscals per persona era de 14.504 €.

### Activitats econòmiques
Dels 13 establiments que hi havia el 2007, 1 era d'una empresa extractiva, 1 d'una empresa alimentària, 1 d'una empresa de fabricació d'altres productes industrials, 4 d'empreses de construcció, 1 d'una empresa de comerç i reparació d'automòbils, 2 d'empreses d'hostatgeria i restauració i 3 d'empreses classificades com a «altres activitats de serveis».
Dels 8 establiments de servei als particulars que hi havia el 2009, 1 era un taller de reparació d'automòbils i de material agrícola, 2 paletes, 1 fusteria, 1 electricista, 2 perruqueries i 1 restaurant.
L'únic establiment comercial que hi havia el 2009 era una fleca.
L'any 2000 a Bomy hi havia 20 explotacions agrícoles que ocupaven un total de 840 hectàrees.

## Equipaments sanitaris i escolars
El 2009 hi havia una escola elemental.

## Poblacions més properes
El següent diagrama mostra les poblacions més properes.